# Kola Boof
Kola Boof (* nach eigenen Angaben 3. März 1972 in Omdurman), gebürtiger Name Naima Bint Harith, ist eine US-amerikanische Schriftstellerin und Feministin, die im Sudan aufgewachsen ist.
Bekannt wurde sie vor allem dadurch, dass sie 1996 gegen ihren Willen Geliebte von Osama bin Laden gewesen sein soll.
Die ungewollte sechsmonatige Gefangenschaft bei Osama Bin Laden wird in ihrer Autobiografie Diary of a Lost Girl geschildert. Kola Boof beschreibt darin, wie sie angeblich als Sex-Sklavin gehalten, geschlagen und vergewaltigt wurde.

## Werke
- Diary of a Lost Girl (2006), ISBN 0-9712019-8-6
- Flesh and the Devil (2004), ISBN 0-9712019-7-8